# Umor Jessice Ridgeway
Jessica Ridgeway, ameriško dekle, žrtev umora, *23. januar 2002, † 5. oktober 2012.

Jessica je bila ameriško dekle, ki jo je Austin Sigg, (*17. januar 1995) v Westminstru v Koloradu dne 5. oktobra 2012 ugrabil in umoril. Njeno razkosano truplo so našli pet dni kasneje. Sigg je bil zaradi umora novembra 2013 obsojen na dosmrtno ječo.

## Izginotje
Ridgeway je bila prijavljena kot pogrešana 5. oktobra 2012 zvečer, potem ko se ni vrnila domov iz šole, in izdano je bilo opozorilo AMBER. Dva dni pozneje so njen šolski nahrbtnik z očali našli na pločniku. 10. oktobra so njene razkosane ostanke našli v parku v Arvadi.

## Priznanje zločina
Kasneje oktobra 2012 je 17-letni mladenič po imenu Austin Sigg priznal umor Jessice Ridgeway.  Policiji je povedal, da jo je ugrabil, ko je hodila proti mestu, kjer je bil parkiral svoj Jeep, nato pa ji je zvezal zapestja in gležnje ter jo odpeljal v svojo hišo. Tam jo je zadavil, razkosal njeno telo ter ude, potem pa njene dele odvrgel v park v Arvadi.

## Sojenje
Po odločitvi vrhovnega sodišča iz leta 2005 Sigg ni bil primeren za izrek smrtne kazni, ker v času zločina ni bil star 18 let. V sodni zadevi pa vseeno sodili kot polnoletnemu.  Sigg je bil 19. novembra 2013 obsojen na dosmrtno ječo. Junija 2014 so ga premestili v drug zapor.